# ميشيل لامي
ميشيل لامي (29 نوفمبر 1979 بأمستردام في هولندا - ) هو لاعب كرة قدم نيجيري وهولندي في مركز الدفاع. شارك مع منتخب هولندا تحت 21 سنة لكرة القدم. أما مع النوادي، فقد لعب مع آر كي سي فالفيك وأرمينيا بيليفيلد وأياكس أمستردام وإي زد ألكمار وفيسوا كراكوف وليستر سيتي ونادي آيندهوفن ونادي أوترخت ونادي دويسبورغ.

## وصلات خارجية
- ميشيل لامي على موقع الاتحاد الأوربي (الإنجليزية)
- ميشيل لامي على موقع قاعدة بيانات كرة القدم.إي يو (الإنجليزية)
- ميشيل لامي على موقع بيانات كرة القدم. دي إي (الألمانية)
- ميشيل لامي على موقع Soccerbase.com (لاعب) (الإنجليزية)
- ميشيل لامي على موقع عالم كرة القدم.نت (الإنجليزية)